# Twentysix Gasoline Stations
Twentysix Gasoline Stations (littéralement, « Vingt-six stations-service ») est le premier livre de l'artiste américain Edward Ruscha. Publiée en avril 1963, cette œuvre, souvent considérée comme le premier livre d'artiste contemporain, a eu une influence majeure sur la culture émergente de l'« artist's book », particulièrement aux États-Unis.

## Caractéristiques
Le livre contient exactement ce que son titre suggère : 26 photographies de stations-service reproduites à côté de légendes indiquant la chaîne et le lieu. Depuis la première station-service, « Bob's Service » à Los Angeles, où Ruscha vit à l'époque, le livre suit un trajet jusqu'à Oklahoma City, où l'artiste a grandi et où sa mère demeure alors encore. La dernière image est une station-service Fina de Groom, au Texas, dont Ruscha suggère qu'elle peut être perçue comme le début du voyage retour : « It was like going out in a certain direction and then backtracking...I wanted something to appear kind of awkward there, almost like a coda. » (« C'était comme partir dans une certaine direction et ensuite revenir sur ses pas... Je voulais quelque chose qui apparaisse là un peu maladroit, presque comme une coda. »)
Daté de 1962 dans son avant-propos et dédié à Patty Callahan, le livre comprend 26 photographies en noir et blanc de dimensions et proportions variées ; la plupart sont placées sur une simple page, le texte en face de l'image ; certaines s'étendent sur une double page, quelques-unes sont placées l'une à côté de l'autre. Trois sont prises de nuit, dont l'une à Tucumcari semble avoir été prise depuis une voiture en mouvement. À part trois personnes marchant sur le Sunset Strip , un homme sortant de sa voiture à Flagstaff et un autre regardant sous son capot à Lipton en Arizona, aucun être humain n'est présent. Aucune voiture n'est visible dans certaines des photos. Presque toutes sont prises depuis le côté opposé de la route.
Toutes les stations sont situées sur la Route 66, une voie alors déjà mythifiée dans la série télévisée Route 66 et dans le livre Les Raisins de la colère de John Steinbeck, et qui réapparaît par la suite comme motif dans Easy Rider de Dennis Hopper. L'ordre dans lequel les stations-service apparaissent est presque le même que celui de leur position d'ouest en est sur la route, cinq stations étant décalées. À l'exception de la dernière station à Groom au Texas, tous les États traversés sont listés dans l'ordre. Les stations sont les suivantes :
- Bob's Service, Los Angeles, Californie
- Texaco, Sunset Strip, Los Angeles, Californie
- Union (en), Needles, Californie
- Shell, Daggett, Californie
- Whiting Brothers (en), près de Ludlow, Californie
- Phillips 66, Flagstaff, Arizona
- Mobil, Williams, Arizona
- Standard, Williams, Arizona
- Texaco, Jackrabbit, Arizona
- El Paso (en), Winslow, Arizona
- Beeline Gas, Holbrook, Arizona
- Flying A (en), Kingman, Arizona
- Dixie, Lupton, Arizona
- Chevron, Rimmy Jim's, Arizona
- Self service, Milan, Nouveau-Mexique
- Conoco, Albuquerque, Nouveau-Mexique
- Enco (en), Tucumcari, Nouveau-Mexique
- Hudson, Amarillo, Texas
- Standard, Amarillo, Texas
- Enco, Conway, Texas
- Mobil, Shamrock, Texas
- Texaco, Vega, Texas
- Conoco, Sayre, Oklahoma
- Apco, Oklahoma City, Oklahoma
- Knox Less, Oklahoma City, Oklahoma
- Fina, Groom, Texas

Le livre est protégé par une jaquette semi-transparente en glassine. Environ cinquante copies de la première édition sont insérées dans un couvre-livre en carton noir. Mis à part ce point et la numérotation sur la dernière page de la première édition, les trois éditions du livre sont quasiment identiques : hormis les détails relatifs à chaque édition au début du livre, les trois éditions sont indifférenciables.

## Histoire

### Origines
Après avoir quitté la maison de ses parents à 18 ans vers 1955, Ruscha revient les voir en Oklahoma quatre ou cinq fois par an ; ces trajets, réalisés en voiture, sont souvent entrepris avec son ami Joe Goode (en) : « I wasn't coming out here [California] to do anything in particular, or to be anything in particular except... except out of Oklahoma... a long way from Oklahoma, that's what I wanted to be, and everything it stood for. And away from the catholic church too, and Sister Daniella who beat my knuckles with a pencil the one year I was in parochial school. » (« Je ne venais pas ici [en Californie] pour faire quelque chose en particulier, ou pour être quelque chose en particulier sauf... sauf sortir d'Oklahoma... très loin de l'Oklahoma, c'était là où je voulais être, et tout ce que ça signifiait. Et loin de l'école catholique également, et de sœur Daniella qui frappait mes doigts avec un crayon l'année où j'étais à l'école paroissiale. »)
Ruscha visite l'Europe en 1961 et est particulièrement attiré par les livres qu'il voit en vente dans la rue et est impressionné par leur « aspect non-commercial... une sorte de design sobre qui inclut la typographie et la reliure et tout ». De retour à Los Angeles, il conçoit l'idée du livre comme un jeu de mots, décidant tout d'abord du titre, puis travaillant sur la typographie et le design avant de prendre les photographies. Il en réalise environ 60 et en garde 26 en supprimant celles qu'il considère comme trop intéressantes.

### Publication
La première édition de Twentysix Gasoline Stations est numérotée et à l'occasion signée, ce que Ruscha admet par la suite être une erreur. À part ce détail, les livres sont définis par leur « lustre professionnel, un fini machine clair et net » : « I have eliminated all text from my books- I want absolutely neutral material. My pictures are not that interesting, nor the subject matter. They are simply a collection of 'facts', my book is more like a collection of ready-mades.....It is almost worth the money to have the thrill of 400 exactly identical books stacked in front of you. » (« J'ai éliminé tout texte de mes livres — je veux un matériau absolument neutre. Mes images ne sont pas intéressantes, pas plus que leur sujet. Ce n'est qu'une collection de faits, mon livre est plus une collection de ready-mades..... Il vaut presque le frisson de 400 livres exactement identiques empilés devant vous. ») Plus tard, dans une entrevue au National Observer (en), Ruscha déclare : « je veux être le Henry Ford de la fabrication de livre. »
Originellement imprimée à 400 exemplaires numérotés, une seconde édition de 500 exemplaires est tirée en 1967 et une troisième de 3 000 exemplaires en 1969 ; ces deux éditions ultérieures ne sont pas numérotés. Il a été suggéré que ces réimpressions sont une tentative délibérée d'inonder le marché afin de conserver le statut du livre comme un objet bon marché et produit en masse. Il est vendu à l'origine pour 3,50 $. La critique d'art Johanna Drucker commente ainsi cette entreprise : « Ruscha's books combined the literalness of early California pop art with a flat-footed photographic aesthetic informed by minimalist notions of repetitive sequence and seriality....Thirty years later, with a quarter of a century of mainstream artworld activity between, the aspect of shock-effect and humor has diminished somewhat. But in 1962 (sic) this work read against the photographic landscape of highly aestheticized image-making. » (« Les livres de Ruscha combinent l'aspect littéral du pop art californien des débuts avec une esthétique photographique empotée informée par des notions minimalistes de suite et sérialité répétitives... Trente ans plus tard, avec un quart de siècle d'activité artistique grand public entre les deux, l'aspect choquant et humoristique a quelque peu diminué. Mais en 1962 (sic), cette œuvre va à l'encontre du paysage photographique de l'image hautement esthétisée. »)

### Sens possibles
De nombreux critiques ont attribué un sous-entendu religieux à l'œuvre, y voyant un lien entre les stations-service et les quatorze stations du chemin de croix. Ruscha, ancien catholique non-pratiquant, a en quelque sorte soutenu cette interprétation : « There is a connection between my work and my experience with religious icons, and the stations of the cross and the Church generally, but it's in one of method, you know; I do have some flavors that come over, like the incense... we all go through stages... the attitude comes out of a whole style of living and then coming up with statements. » (« Il y a une connexion entre mon travail et mon expérience des icônes religieuses, et les stations de la croix et l'Église en général, mais dans le sens de la méthode, vous savez ; quelques parfums me sont transmis, comme l'encens... Nous traversons tous des étapes... »)
Le livre a également été cité comme l'équivalent littéraire d'un road movie ou comme une version pop des photos de Walker Evans, telle sa station-service déserte de Highway Corner Reedsville West Virginia, 1935 (bien que Ruscha ait admit avoir connaissance du travail d'Evans, il l'a exclu comme influence). La dernière image, une station Fina, a été interprétée comme un jeu de mots à la Duchamp sur « fin ».

## Réception
À l'origine, le livre est mal reçu. Bien qu'il soit publié la même année que la première exposition de Ruscha à la Ferus Gallery de Los Angeles (qui représente également Andy Warhol), le livre est rejeté par la bibliothèque du Congrès pour sa forme non-orthodoxe et son manque supposé d'information. Il acquiert graduellement une sorte de statut culte au cours des années 1960 ; dans les années 1980, il est souvent acclamé comme le premier livre d'artiste moderne, bien que les livres de Dieter Roth partagent la même esthétique de la production de masse et étudient la nature des livres avec au moins autant de vigueur formelle, et précèdent la publication de Ruscha de sept ans. Le premier livre de Warja Lavater, William Tell, un livre en accordéon n'utilisant que des symboles précède également celui de Ruscha.
Une édition originale signée de Twentysix Gasoline Stations est désormais estimée à au moins 35 000 $. Des copies en sont conservées dans diverses collections publiques, dont celles du Museum of Modern Art, du Victoria and Albert Museum, de la Tate et de la galerie nationale d'Australie.
D'autres artistes ont été inspirés par le livre de Ruscha, reprenant tout ou partie du concept, comme Jeff Brouws (en) (Twentysix Abandoned Gasoline Stations, 1992), Yann Serandour (Thirtysix Fire Stations, 2003), Éric Tabuchi (Twenty-Six Abandoned Gasoline Stations, Twenty-Six Recycled Gasoline Stations), etc.